# Camponotus palpatus
Camponotus palpatus är en myrart som beskrevs av Carlo Emery 1897. Camponotus palpatus ingår i släktet hästmyror, och familjen myror. Inga underarter finns listade.